# Salimo Sylla
Salimo Sylla (Châlons-en-Champagne, 25 gennaio 1994) è un calciatore francese con cittadinanza senegalese, difensore del Kīfisias.

## Palmarès

### Club

#### Competizioni nazionali
- Campionato francese di seconda divisione: 1

Troyes: 2014-2015
- Souper Ligka Ellada 2: 1

Kīfisias: 2024-2025 (gruppo B)